# Dante Alighieri nella cultura di massa
Per Dante nella cultura di massa si intende la ricezione che la figura di Dante Alighieri e della sua opera principale, la Divina Commedia, hanno avuto presso il grande pubblico, ossia nelle arti, nella televisione, nel cinema, nel mondo dei fumetti e dei videogiochi e, ancor più semplicemente, nell'erezione di monumenti, nella creazione di luoghi della memoria in Italia e nel resto del mondo. 

## In Italia

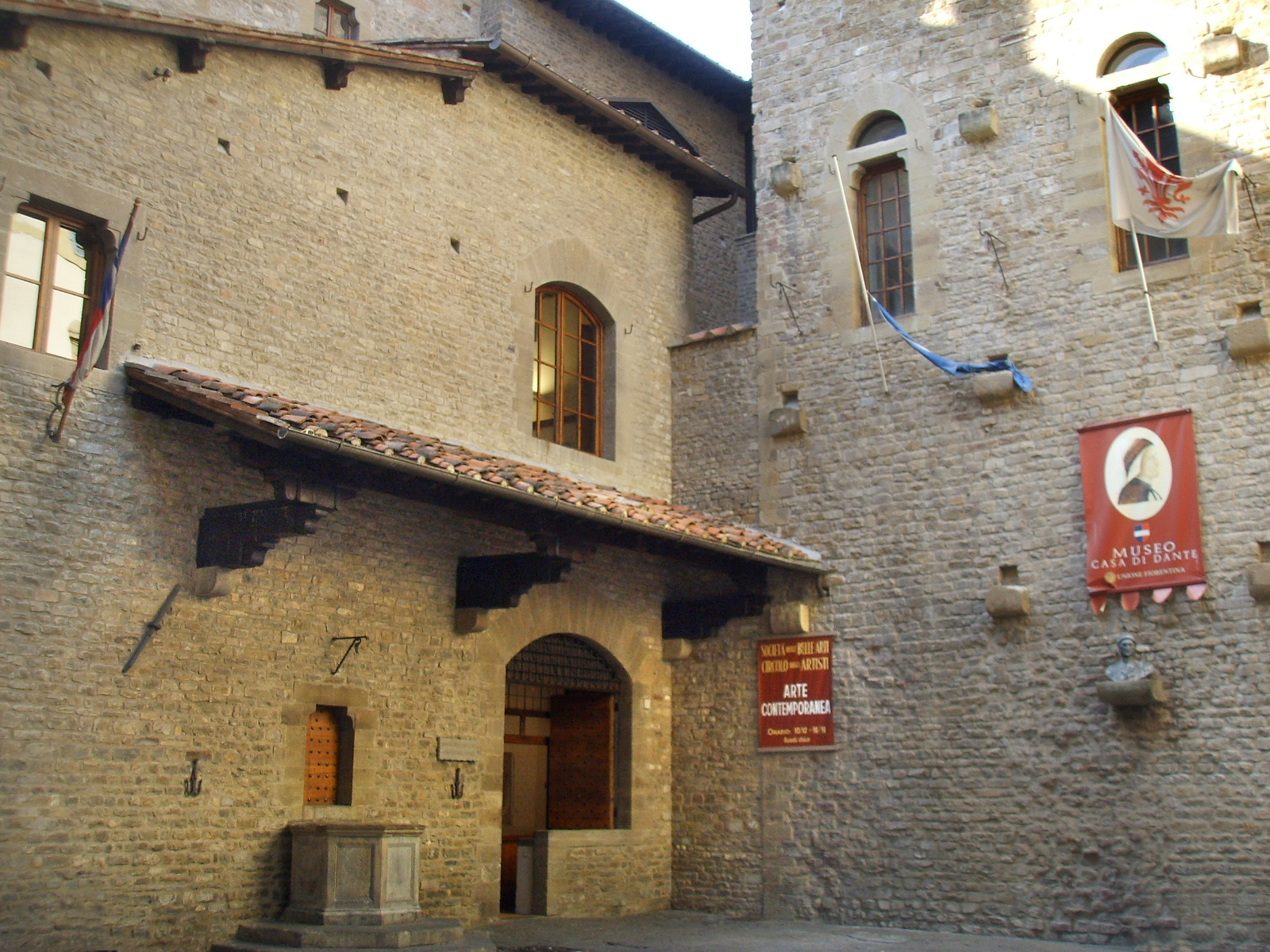
La casa di Dante a Firenze

### Luoghi della memoria dantesca
Dante Alighieri, in Italia, è considerato come un simbolo nazionale fin dal Risorgimento, tanto che l'Istituto preposito all'insegnamento della cultura italiana nel mondo, la Società Dante Alighieri, porta il suo nome. Il culto dantesco è mantenuto vivo attraverso l'istituzione di vari enti museali e turistici sparsi su gran parte del territorio nazionale, specialmente in quelle città lui profondamente legate. A Firenze si trova la casa museo di Dante; a Ravenna, luogo ove morì, è sita la celebre Tomba neoclassica del Morigia; a Verona, i riferimenti danteschi a Cangrande, alle famiglie patrizie della città e al paesaggio urbano sono ben presenti nella Commedia per via dei vari soggiorni che il Poeta fece nella città scaligera. Anche Roma, nonostante sia stata visitata fugacemente da Dante durante la missione di quest'ultimo presso Bonifacio VIII nel 1300, ha voluto identificare in un edificio la residenza romana del poeta fiorentino. La presenza di Dante è anche sentita nella Lunigiana, ove il Museo dantesco lunigianese e il Dante Lunigiana Festival ricordano il legame tra l'esule e i Malaspina.

### Il cinema, la televisione e Dante: daL'Infernodel 1911 aDantedel 2022. Progetto serie RAI

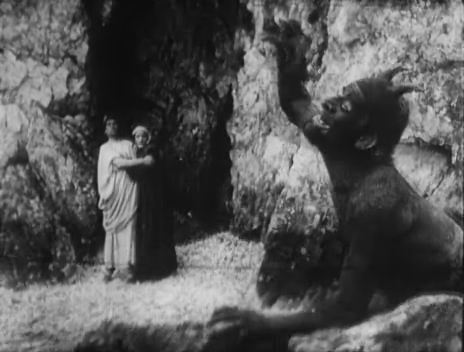
Pluto nella rappresentazione cinematografica dell'inferno del 1911

Nel 1911, in occasione del cinquantenario dell'Unità d'Italia, la società "Milano Films" ingaggiò come registi Bertolini, De Liguoro e Padovan per la direzione di un film su Dante. Il film, composto da 54 scene e lungo circa 70 minuti, narra con fedeltà la prima cantica della Divina Commedia con una serie di quadri animati ispirati alle illustrazioni di Gustave Doré. La trama è filologicamente fedele a quanto narrato da Dante: dopo aver incontrato Virgilio nella selva oscura, inizia con lui il viaggio tra i vari gironi infernali, dove incontra tutti i celebri personaggi della cantica, tra cui Minosse, Paolo e Francesca, Farinata degli Uberti, Pier della Vigna e Ulisse. Nella Caina, i due poeti ascoltano la storia del Conte Ugolino e poi vedono Lucifero con tre teste, che sbrana un uomo che si dimena (effetto speciale ottenuto con la sovraimpressione), prima di uscire a riveder le stelle. Il film ebbe un ampio successo anche all'estero e fu il primo a sfruttare un nuovo tipo di distribuzione inventato da Goffredo Lombardo basato, anziché sulla vendita delle copie o sul noleggio, sulla cessione dei diritti in esclusiva per zone e paesi. Contemporaneamente, la società di produzione Helios Film produsse un Inferno meno colossale e con più rimandi erotici (ad esempio il seno nudo di Francesca), spingendo la Chiesa a manifestare il proprio dissenso e a bruciarne le pellicole. In occasione del 700enario della nascita del poeta, nel 1965, la RAI ha dedicato al Sommo Poeta uno sceneggiato televisivo dal titolo Vita di Dante, interpretato da Giorgio Albertazzi e ripreso nel 2021, in occasione del 700enario della morte del poeta, per realizzare  il primo film italiano interamente prodotto in Intelligenza Artificiale. Utilizzando la tecnica del deepfake sono stati fatti rivivere i volti di star del passato: oltre a Giorgio Albertazzi nel ruolo del giovane Dante, anche Vittorio Gassmann in quello di suo zio Geri del Bello, Luigi Vannucchi in quello dell'amico poeta Guido Cavalcanti, Arnoldo Foà nei panni del giudice Durante degli Abati, nonno materno di Dante.
Di tutt'altro tono è invece il lungometraggio di Pupi Avati dedicato alla vita del Sommo Poeta, Dante, uscito nelle sale cinematografiche nel 2022. Il film si orienta su due archi narrativi: il primo racconta del viaggio che Giovanni Boccaccio (Sergio Castellitto) compie per andare a Ravenna a portare alla figlia di Dante, suor Beatrice, dieci fiorini d'oro su commissione dei Capitani di Orsanmichele a titolo di risarcimento tardivo, viaggio durante il quale incontra alcune persone che hanno conosciuto Dante durante l'esilio da Firenze; vengono rievocati alcuni episodi della vita del poeta (interpretato da Alessandro Sperduti), quali la morte della madre Bella degli Abati, l'incontro con Beatrice (Carlotta Gamba), il matrimonio con Gemma Donati, la partecipazione alla battaglia di Campaldino (1289), alla vita pubblica fiorentina, l'amicizia poetica con Guido Cavalcanti ed infine l'esilio (1301).
Nell'autunno 2019 la RAI annuncia una serie tv su Dante e la Divina Commedia su soggetto di Monaldi & Sorti 

### Le varie iniziative

#### La numismatica

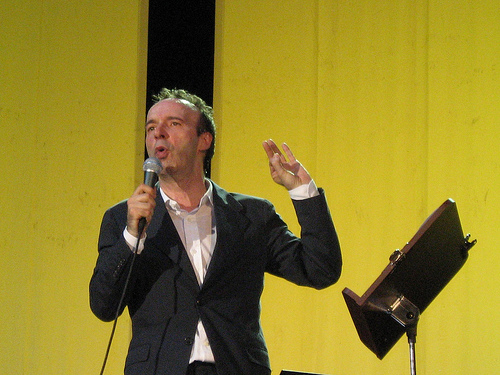
Roberto Benigni in Tutto Dante a Padova, 2008

Al di fuori della cerchia letteraria, il pubblico ha imparato a conoscere Dante grazie ad una serie di iniziative scolastiche (lo studio di alcuni passi della Divina Commedia obbligatorio durante l'iter degli studi) ed extrascolastiche. Per esempio, nel 1965, in occasione del settecenentesimo anno della nascita di Dante, il poeta venne raffigurato sulla moneta da 500 lire italiane; dal 1948 al 1963, sulla banconota da 10.000 lire italiane e nel 1997 sulle monete da 2 lire sammarinesi.
Dal 2002, con l'entrata della nuova moneta dell'euro, venne raffigurato sulla moneta da 2 euro. Nel 2015, in occasione del 750º anniversario della sua nascita, sono state coniate due monete da 2 euro commemorativi, un'italiana e l'altra sammarinese. Tra il 2021 e il 2023 l'Istituto Poligrafico e Zecca di Stato ha emesso invece tre monete dedicate a Dante, raffiguranti simbolicamente i tre canti della Divina Commedia.

#### LeLecturae Dantis
Nel corso dei decenni successivi, Giorgio Albertazzi, Vittorio Gassmann, Carmelo Bene e Vittorio Sermonti recitarono e/o lessero pubblicamente i canti della Commedia, iniziative che raggiunsero il culmine della popolarità con Roberto Benigni. Dal 2016 al 2018, Franco Ricordi ha intrapreso la manifestazione "Dante per Roma", una serie di Lecturae Dantis che sono state presentate anche in Polonia e Germania. Attualmente, secondo alcune statistiche, la Divina Commedia sarebbe l'opera letteraria più amata ed apprezzata in Italia, surclassando I promessi sposi e Il Gattopardo.

#### La fumettistica
Nel mondo dei fumetti, Guido Martina e Angelo Bioletto, nei numeri 7-12 di Topolino (ottobre 1949-marzo 1950), pubblicarono la prima Grande Parodia Disney, L'inferno di Topolino. Se nei disegni è facile ritrovare le atmosfere delle illustrazioni di Gustave Doré, la particolarità di questa storia sta nelle terzine dantesche create da Martina a mo' di didascalia. Alla fine della lunga versione disneyana dell'opera compare Dante in persona, in veste di giudice dei due fumettisti, ritratti incappucciati come "peccatori massimi", rei di aver scherzato troppo con un capolavoro immortale della letteratura, per poi essere perdonati grazie all'intercessione di Topolino. Nel 1987, sempre per Topolino, Giulio Chierchini riprende le atmosfere dell'Inferno dantesco per realizzare la sua versione: L'Inferno di Paperino. Pregevoli, infine, le 78 carte intitolate "Tarocchi di Dante", ideate dallo scrittore Giordano Berti e illustrate da Andrea Serio. Degna di nota è anche la Divina Commedia a fumetti di Marcello Toninelli.

#### Il teatro: dal Ravenna Festival al Dante di Shakespeare

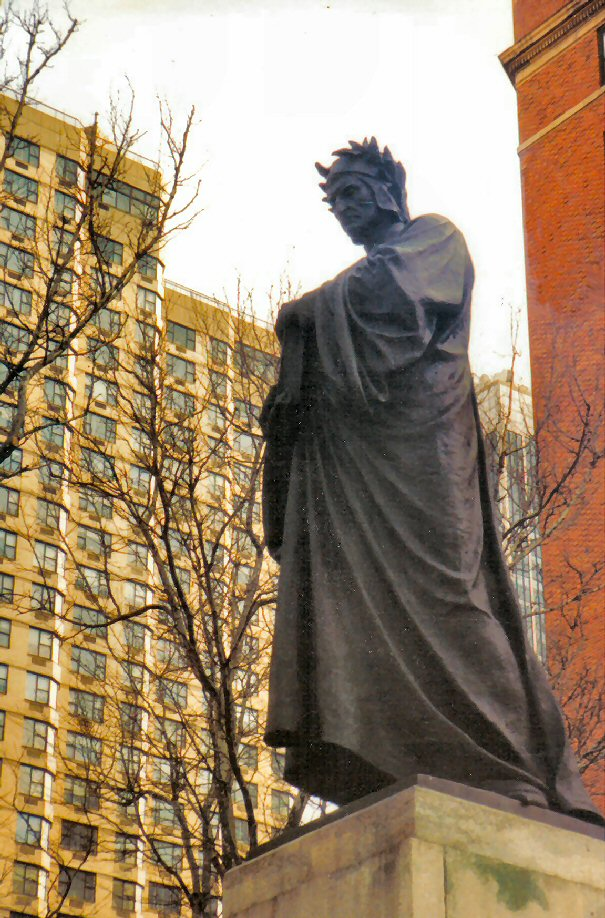
La Statua di Dante a New York

Anche il teatro si è dedicato alla messa in scena della Divina Commedia: da ricordare gli importanti allestimenti di Federico Tiezzi e Sandro Lombardi, di Romeo Castellucci della Societas Raffaello Sanzio, di Marco Martinelli e Ermanna Montanari, direttori artistici del Teatro delle Albe, che dal 2017 vanno realizzando un originale "messa in vita" del poema, prodotta da Ravenna Festival, che vede la partecipazione attiva di migliaia di cittadini ravennati, come in una sacra rappresentazione medievale.
Nell'estate 2022 si è svolta la gara di teatro di strada “Ahi, serva Italia! – Dante di Shakespeare”, patrocinata dalla Fondazione Luigi Einaudi e dalla Società Dante Alighieri. Testimonial Monica Guerritore e Pupi Avati. Alla cerimonia di premiazione, tenutasi alla Casa di Dante in Roma e trasmessa sul portale di Rai Cultura., la conduttrice  Daniela Vergara ha consegnato a ciascuna compagnia vincitrice (esibitesi nel corso della serata) l'oscar “Dante di Shakespeare”, scultura dorata dell'artista ravennate Luca Tarlazzi: il busto di Dante con in mano un amletico  teschio che indossa un cappello da giullare. Nel 2024 la seconda edizione dell'oscar di teatro di strada ha visto la direzione artistica di Leonardo Lidi e Remo Girone . Nel medesimo anno si è svolta la rassegna nazionale di reading teatrali "Shakespeare racconta Dante" con Giuseppe Pambieri , Mariano Rigillo  e altri nomi del teatro d'arte italiano, inaugurata a Milano da Oliviero Ponte Di Pino, curatore del Bookcity Milano. Sulla rassegna è stato diffuso un lungometraggio su Rai Cultura il 9 settembre 2024   e poi rilanciato dalla Fondazione Luigi Einaudi con un commento di taglio politico ai brani selezionati.
Nel febbraio 2023 l'attrice Isabel Russinova ha registrato per i canali della Società Dante Alighieri un monologo teatrale nel quale l'incontro di Dante con le Furie (Inferno, canto IX) viene raccontato con le parole di Macbeth quando incontra le tre streghe . Il monologo teatrale viene seguito da un'analisi del rapporto del professor Raffaele Pinto, dantista dell'Universitat de Barcelona, sul rapporto tra cultura di massa e testo originale.

## Nel mondo
Nel mondo, Dante ha avuto un successo notevole a partire dal XIX secolo. Nel 1849, il compositore ungherese Franz Liszt compose la sonata Eine Symphonie zu Dantes Divina Commedia e Après une lecture de Dante - Fantasia quasi sonata, segno di come la cultura romantica amasse Dante e la sua poesia d'amore e religiosa: Delacroix, Dante Gabriel Rossetti e John William Waterhouse sono soltanto alcuni che hanno rappresentato il monumento dantesco in chiave pittorica. A testimonianza del riconoscimento poetico dell'Alighieri, in Europa ci sono varie statue lui dedicate: quella di Jean-Paul Aubé davanti al Collegio di Francia (1879); quella sita al Parco Montjuic di Barcellona, realizzata da italiani residenti nella città catalana in occasione del seicentenario della morte (1921); la Dante Column a Copenaghen, anch'essa realizzata nel 1921. Anche al di fuori dei confini europei Dante ha avuto un buon successo di immagine. Negli Stati Uniti, per esempio, l'immagine pubblica di Dante fu importata dagli italoamericani che, nel 1921, l'omaggiarono dedicandogli una statua a New York, nel Dante Park. L'alto numero di immigrati italiani che espatriò nel continente americano tra '800 e '900 favorì la diffusione della figura di Dante ben oltre i confini statunitensi. In Argentina abbiamo, per esempio, un monumento scultoreo nel cuore della capitale Buenos Aires, in cui Dante è celebrato insieme a Giotto e San Francesco. Infine, a Ningbo (Cina), l'11 ottobre del 2011, è stata inaugurata una copia della celebre statua di piazza Santa Croce. Nel settembre 2024 è stata inaugurata a Midhurst la prima statua di Dante nel Regno Unito. Il direttore dell'Istituto Italiano di Cultura di Londra, Francesco Bongarrà, ha commentato: “Il valore di Dante Alighieri è stato storicamente apprezzato e riconosciuto nel Regno Unito, a partire da Geoffrey Chaucer e William Shakespeare, che non solo conoscevano la sua opera, ma ne furono anche ispirati".

### Cinema
- Nel film Seven (1995) di David Fincher il serial killer scandisce i delitti secondo i sette peccati capitali come sono scanditi nel Purgatorio[49].
- In Hannibal vi è una "interpretazione del suicidio di Pier della Vigna"[50]. Inoltre il brano tratto dalla colonna sonora Vide cor meum, interpretato da Danielle De Niese e Bruno Lazzaretti, è un libretto di Patrick Cassidy tratto dalla Vita Nova, il cui tema riguarda la simbologia del "cuore mangiato".
- Il mistero di Dante (2013) è un film di Louis Nero, in cui si traccia un percorso anche esoterico della costruzione dell'Inferno e della Divina Commedia[51].
- La solita commedia - Inferno (2015) è un film di Fabrizio Biggio, Francesco Mandelli e Martino Ferro, ed è una versione comico/parodistica della Divina Commedia, in cui, tramite nuovi gironi, vengono messi in luce alcuni vizi della società contemporanea[52].

### Fumetto e animazione

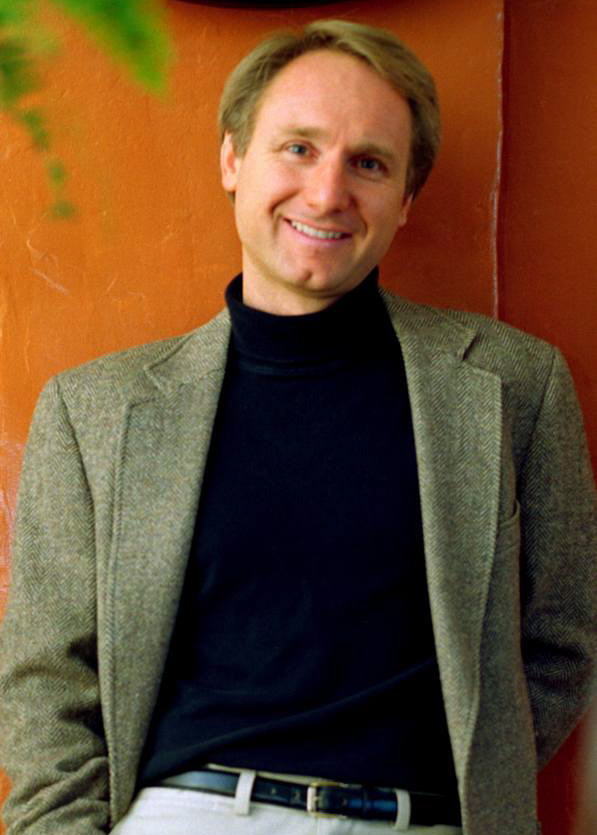
Lo scrittore americano Dan Brown

- L'acclamato autore di fumetti giapponese Gō Nagai ha tratto ispirazione dalla Commedia per alcune delle sue opere più famose: Mao Dante e Devilman. In seguito ha pubblicato La Divina Commedia, versione a fumetti del poema[53].
- Nel manga e anime One Piece, la prigione di Impel Down ha sia la stessa struttura che la stessa suddivisione dell'inferno dantesco[54].
- Nel manga e anime I Cavalieri dello zodiaco - Saint Seiya - Hades, la struttura del regno degli Inferi ricalca fortemente la struttura dell'inferno dantesco: vi sono presenti Caronte, Minosse, oltreché le Malebolge[55].

### Videogiochi
- In Devil May Cry e nei rispettivi seguiti il protagonista è Dante, un ibrido uomo-demone. Inoltre vi sono varie allusioni alla Divina Commedia: la compagna di Dante si chiama Trish (abbreviativo di Beatrish), suo fratello si chiama Vergil (Virgilio) e il suo più grande nemico è Mundus (Satana). Inoltre nel terzo capitolo Dante attraverserà i gironi dell'Inferno[56].
- In Dante's Inferno per Commodore 64, il giocatore controlla un pellegrino a piedi che deve attraversare tutto l'Inferno dantesco, pieno di demoni e anime dannate ostili, fino a raggiungere il Purgatorio.
- In Dante's Inferno (ispirato alla Divina commedia), Dante è un crociato che fece strage di eretici e che per questo motivo la sua anima è destinata all'Inferno. Tuttavia egli sconfiggerà la Morte per poi tornare all'Inferno per salvare Beatrice da Lucifero[22][57].
- In Tamashii no Mon - Dante no Shinkyoku yori (魂の門 ダンテ「神曲」より, letteralmente: Il Cancello delle anime ~ Dalla Divina Commedia di Dante) per PC-98 ed FM Towns, il giocatore impersona Dante che attraversa l'Inferno sconfiggendone i boss e completando vari incarichi[58].
- In Fate/Grand Order, Dante è uno dei servant evocabili dal giocatore.[59]

### Letteratura
- Lo scrittore Dan Brown ha scritto un romanzo, Inferno, in cui il protagonista Robert Langdon deve scoprire un segreto celato dietro ad una serie di indizi tratti dalla Divina Commedia; l'azione si svolge principalmente a Firenze. Dal libro è stato tratto un omonimo film diretto da Ron Howard e interpretato da Tom Hanks, Felicity Jones, Omar Sy, Sidse Babett Knudsen, Ben Foster e Irrfan Khan.